# Bedford Blues
Der Bedford Blues Rugby Club ist ein englischer Rugby-Union-Verein aus Bedford, der in der RFU Championship spielt, der zweithöchsten englischen Liga.

## Geschichte
Der Verein entstand 1886 aus der Fusion der Bedford Rovers und Bedford Swifts. In seiner ersten Saison verlor er nur ein einziges Spiel. In der Saison 1893/94 spielten die Blues gegen den französischen Verein Stade Français und die Barbarians und gewannen beide Spiele. Zunächst wurden die Heimspiele auf zwei verschiedenen Plätzen in Bedford ausgetragen. Einer der Plätze wurde „The House of Industry“ genannt und befand sich in der Goldington Road, wo die Blues auch heute noch spielen. Der andere war der Midland Road Ground.
Im Jahr 1905 besuchten die neuseeländischen All Blacks Bedford zum ersten Mal. Damit möglichst viele Zuschauer zu dem Spiel kommen konnten, wurden Schulen und Fabriken für einen halben Tag geschlossen. Die All Blacks gewannen mit 41:0. Im selben Jahr wurde die erste Tribüne an der Goldington Road gebaut, 1910 folgte ein neues Klubhaus, das bis heute steht.
Während des Ersten Weltkriegs wurde der Platz von der britischen Armee als Lager genutzt, sodass in dieser Zeit keinerlei Spiele ausgetragen werden konnten. In den 1920er Jahren konnte Bedford jedoch wieder aktiv am Spielbetrieb teilnehmen. Ende der 1920er und zum Beginn der 1930er Jahre gingen zahlreiche Nationalspieler aus dem Verein hervor, zugleich die bislang erfolgreichste Zeit des Clubs.
1975 feierten die Blues ihren bislang größten Erfolg mit dem Gewinn des Knock Out Cup gegen Rosslyn Park im Twickenham Stadium. An diesen Erfolg konnte der Verein in den folgenden Jahren nicht anknüpfen. Mit der Einführung des offiziellen Ligabetriebs wurde Bedford in die zweite Division eingestuft. 1989 gelang der Aufstieg in die erste Spielklasse, gleich darauf stieg man jedoch ab. 1996 wurde aus dem Amateurverein ein professioneller Rugbyclub.
Am Ende der 1990er Jahre wurde der Verein von finanziellen Problemen gebeutelt. 1999 wurde er verkauft, was zur Entlassung von zahlreichen Mitarbeitern führte. Zwischenzeitlich war sogar die Auflösung des Vereins im Gespräch, was jedoch verhindert werden konnte. In den 2000er Jahren konnten den die Blues sich immer wieder für vordere Plätze in der zweiten Liga qualifizieren, der Aufstieg in die English Premiership gelang bislang jedoch nicht.

## Bekannte ehemalige Spieler
- Ben Alexander (Australien)
- Andy Gomarsall
- Norman Hadley (Kanada)
- Scott Murray (Schottland)
- David Perry
- Gareth Rees (Kanada)
- Budge Rogers
- Paul Sackey
- Rudolf Straeuli (Südafrika)
- Rory Underwood